# Lopar (biljni rod)
Lopar (lat. Biarum), biljni rod od dvadesetak vrsta trajnica iz porodice kozlačevki, među kojima su najpoznatiji tankolisni lopar i cvolina. Ovaj rod raširen je po mediteranskim zemljama južne Europe, sjeverne Afrike i Biskog istoka

## Vrste
1. Biarum aleppicum J.Thiébaut
2. Biarum angustatum (Hook.f.) N.E.Br.
3. Biarum auraniticum Mouterde
4. Biarum bovei Blume
5. Biarum carduchorum (Schott) Engl.
6. Biarum carratracense (Willk.) Font Quer
7. Biarum crispulum (Schott) Engl.
8. Biarum davisii Turrill
9. Biarum dispar (Schott) Talavera
10. Biarum ditschianum Bogner & P.C.Boyce
11. Biarum eximium (Schott & Kotschy) Engl.
12. Biarum fraasianum (Schott) Nyman
13. Biarum kotschyi (Schott) B.Mathew ex Riedl
14. Biarum marmarisense (P.C.Boyce) P.C.Boyce
15. Biarum mendax P.C.Boyce
16. Biarum olivieri Blume
17. Biarum pyrami (Schott) Engl.
18. Biarum rhopalospadix K.Koch
19. Biarum rifatii Yildirim & Altioglu
20. Biarum straussii Engl.
21. Biarum syriacum (Spreng.) Riedl
22. Biarum tenuifolium (L.) Schott

## Vanjske poveznice
|  | Zajednički poslužitelj ima još gradiva o temi Biarum |
|  | Wikivrste imaju podatke o taksonu Biarum             |